# Avenida Amancio Alcorta
La avenida Amancio Alcorta es una importante arteria vial del sur de la ciudad de Buenos Aires, Argentina.
Por ella transcurren 7 líneas de colectivos. La que recorre todo el trayecto es la línea 46.

## Recorrido
La avenida nace a la altura de la calle Doctor Ramón Carrillo, precisamente en su intersección con la Avenida Caseros, en el barrio de Barracas, sobre el Parque España y a pocas cuadras de la Estación Constitución.
Al cruzar la Avenida Vélez Sársfield ingresa en el barrio de Parque Patricios; a la altura de la Avenida Colonia se ubica el Estadio Tomás Adolfo Ducó del Club Atlético Huracán. A pocos metros de la calle Zavaleta se encuentra la intersección con las vías del Ferrocarril General Belgrano y el Barrio Zavaleta. Al cruzar la misma, ingresa en el barrio de Nueva Pompeya.
En la intersección de la Avenida Perito Moreno en sentido hacia Barracas, esta última avenida, cambia de nombre, llamándose Avenida Iriarte.
A la altura de la calle Pepirí, hacia el sur y a pocas cuadras, se encuentra el Barrio Comandante Tomás Espora, y en la intersección con dicha calle se halla la fábrica de Coca-Cola.
En el cruce con la calle Cachi se ubica la terminal de la Línea 179. Finaliza en su intersección con la Avenida Sáenz, cerca del puente Alsina.
Amancio Alcorta, no sigue una línea recta. En cambio, durante su trayectoria presenta varias curvas. Esto se debe, a que fue construida a la par de un antiguo arroyo que desembocaba donde actualmente está el Puente Alsina. Ese arroyo fue entubado y sobre él, se construyeron las plazoletas que se ubican entre la Avenida Perito Moreno y la Avenida Sáenz.

## Barrio no oficial
En el pasado sobre la Avenida Amancio Alcorta entre Zavaleta y Cachi se encontraba el antiguo barrio denominado "El Barrio de Las Ranas".

## Toponimia
Recibe el nombre de Amancio Alcorta, quien fuera político, doctor en jurisprudencia, y ministro del país.